# Мать Албания (памятник)
Мать Албания (алб. Nёna Shqiperi) — двенадцатиметровая статуя, расположенная около Национального кладбища мучеников Албании. Воздвигнута в 1971 году.
Авторы памятника Мунтас Дхрами, Кристак Рама и Шабан Хадери.
Статуя образно представляет страну как мать, охраняющую всех павших солдат, которые отдали за неё жизнь. Массивная статуя держит лавровый венок и звезду.
Статуя воздвигнута на трёхметровом пьедестале, на нём выгравирована надпись: «Вечная слава мучеников Отечества» («Lavdi e perjetshme deshmoreve te Atdheut»)
Статуя выполнена из бетона.